# Lidia Kańtoch
Lidia Kańtoch (ur. 21 listopada 1959) – polska lekkoatletka, specjalizująca się w siedmioboju, medalistka mistrzostw Polski, reprezentantka Polski.

## Kariera sportowa
Była zawodniczką Chemika Kędzierzyn i Górnika Zabrze.
Na mistrzostwach Polski seniorek na otwartym stadionie zdobyła cztery srebrne medale w siedmioboju: 1981, 1982, 1983, 1985. 
Reprezentowała Polskę na zawodach Pucharze Europy w wielobojach, zajmując w 1979, zajmując 14. miejsce w półfinale, z wynikiem 4065.
Rekord życiowy  w biegu na 100 metrów przez płotki: 13,31 (16.06.1981), w skoku wzwyż: 1,78 (30.07.1978), w skoku w dal: 6,33 (8.08.1979), w pchnięciu kulą: 14,10 (26.07.1981), w siedmioboju: 5673 (4.07.1982 - według tabel obowiązujących od 1985).
Pracuje jako nauczycielka w-f i gimnastyki korekcyjnej.